# Harman International Industries
Harman International Industries Inc. è un'azienda americana che progetta dispositivi per l'industria automobilistica (inclusi sistemi per veicoli connessi), dispositivi audio e video sia di consumo che per le aziende e prodotti per l'automazione aziendale. Ha sede a Stamford nel Connecticut ma mantiene le principali attività anche nelle Americhe, in Europa e in Asia, e commercializza i suoi prodotti con più di venti marchi (vedi sezione).
Il 14 novembre 2016 Harman ha firmato un accordo per essere acquisita dalla società sudcoreana Samsung Electronics. La vendita è stata completata il 10 marzo 2017.

## Storia
Nel 1953 gli ingegneri Sidney Harman e Bernard Kardon fondarono l'azienda Harman Kardon, divenuta in seguito Harman International Industries. Entrambi avevano fatto esperienza e lavorato nella Bogen Company, un'azienda di PA audio (public address system, impianti audio per manifestazioni pubbliche e concerti). Hanno contribuito alla creazione e sviluppo di un nuovo settore dell'industria: quello dell'audio ad alta fedeltà.

## Marchi
- AKG Acoustics – microfoni e cuffie
- AMX LLC – commutatori video e dispositivi di controllo
- Harman Becker Automotive Systems – audio e sistemi multimediali per l'industria automobilistica
- BSS Audio – processori di segnali
- Crown International – amplificatori per uso professionale
- dbx, Inc. – processori di segnali
- DigiTech – prodotti per chitarra
- DOD - pedali per chitarra, processori di segnali
- HardWire – pedali e accessori per chitarra
- HiQnet – reti audio digitali basati su ethernet
- Harman Kardon – impianti audio domestici e per autoveicoli
- Infinity – altoparlanti per uso domestico e in autoveicoli
- JBL – altoparlanti per uso domestico e professionale
- Lexicon – processori digitali
- Mark Levinson Audio Systems – audio Hi-end
- Martin Professional – luci ed effetti speciali
- Revel – altoparlanti
- Selenium – altoparlanti professionali e mixer
- S1nn GmbH & Co. – componenti audio e connettività per l'industria automobilistica
- Soundcraft – console mixer